# コメディ・セントラル
コメディ・セントラル（Comedy Central）は、アメリカ合衆国のコメディを中心としたケーブルテレビチャンネル。現在はアメリカだけでなく、ドイツ、イタリア、オランダ、ポーランドなどヨーロッパでも展開されている。

## 概要
1989年11月15日に開局。当時はタイム・ワーナーがコメディを中心として初の専門チャンネルとしてスタートした。2003年4月にはバイアコムが12億3000万ドルで買収し、現在はパラマウント・メディア・ネットワークスの傘下である（MTVやニコロデオンなどと同系統）。

## 主な番組
- サウスパーク
- チェンバレンハイツの伝説（英語版）
- ザ・デイリー・ショー（バスボーイ・プロダクションとの共同制作）
- コルベア・レポー（バスボーイ・プロダクションとの共同制作）
- コメディ・セントラル・プレゼンツ
- リノ911!
- フューチュラマ（2008年）
- リル・ブッシュ
- Brickleberry
- Tosh.0
- Key & Peele
- @midnight
- ネイサン・フォー・ユー
- スポンジ・ボブ（ニコロデオン制作[1]）
- The Office
- ミステリー・サイエンス・シアター3000
- マインド・オブ・メンシア
- ワーカホリックス